# ميناي دونكور
ميناي دونكور (بالإنجليزية: Menaye Donkor)‏ هي سيدة أعمال وملكة جمال كندية غانية ولدت في يوم 20 مارس 1981 في تورنتو. أكملت دراسة إدارة الأعمال في جامعة نيويورك. أختيرت كملكة جمال غانا لسنة 2004 ومثلت غانا في مسابقة ملكة جمال الكون 2004. في سنة 2010 تزوجت من لاعب كرة القدم الغاني سولي مونتاري.